# Lundagatan
A Lundagatan - literalmente Rua de Lund -  é uma conhecida rua do bairro de Södermalm, em Estocolmo na Suécia.
Tem 550 m de extensão, começando em Ringvägen e terminando em Varvsgatan.
Recebeu o seu nome durante a revisão (Namnrevisionen i Stockholm 1885) de 1885.
É também conhecida por ser a rua onde morou Lisbeth Salander, personagem fictício da Trilogia Millennium de Stieg Larsson.

## Lundagatan

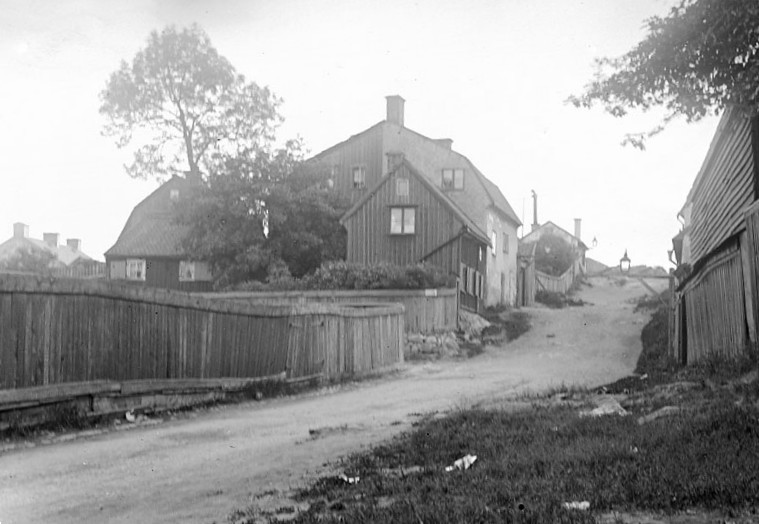
Lundagatan em 1948
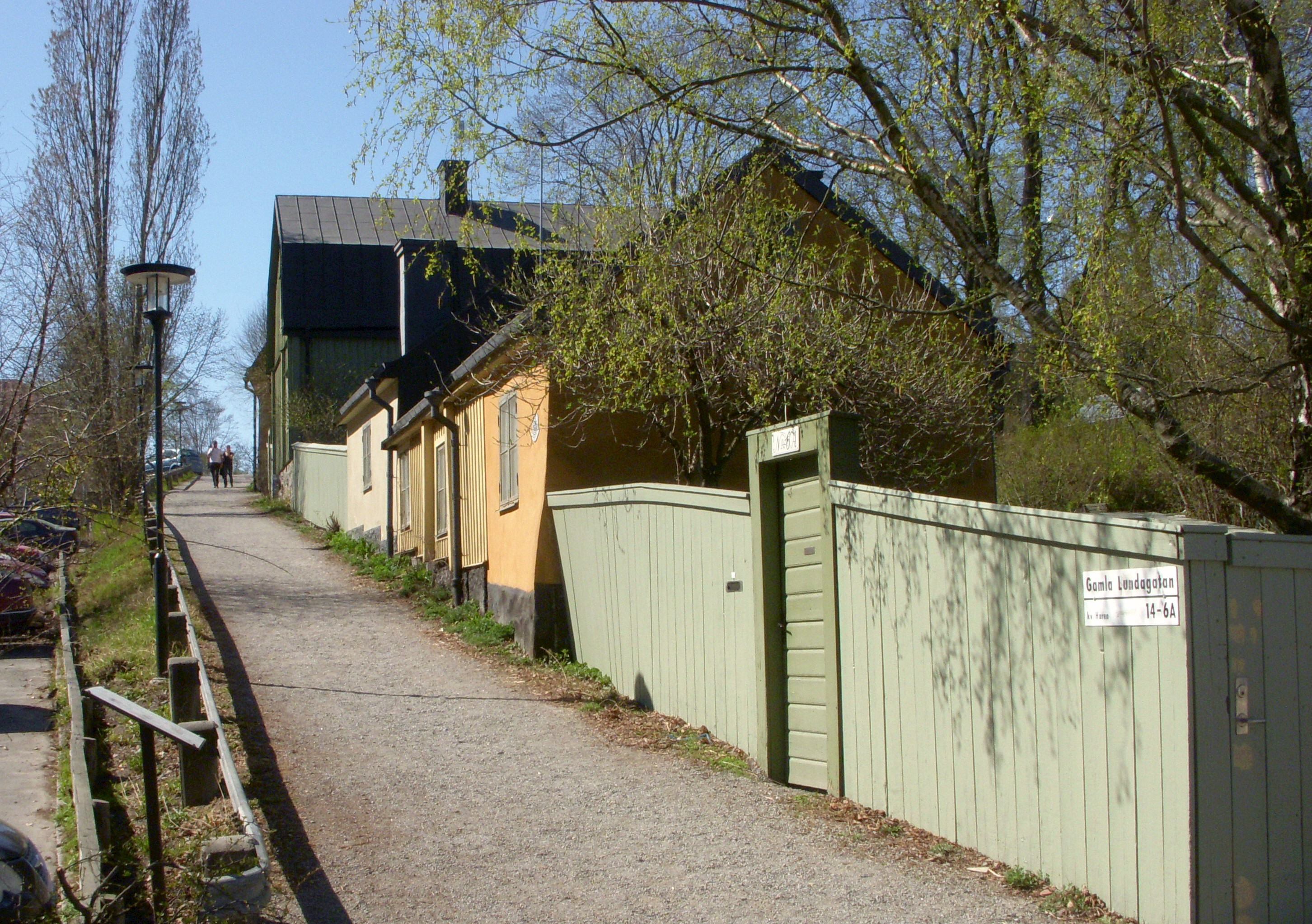
Gamla Lundagatan em 2011